# Stauropus fagi
Stauropus fagi (còn gọi là bướm cua) là một loài bướm đêm trong họ Notodontidae. Sải cánh dài 40–70 mm và có nhiều màu khác nhau từ xám đến xanh lá cây và nâu.

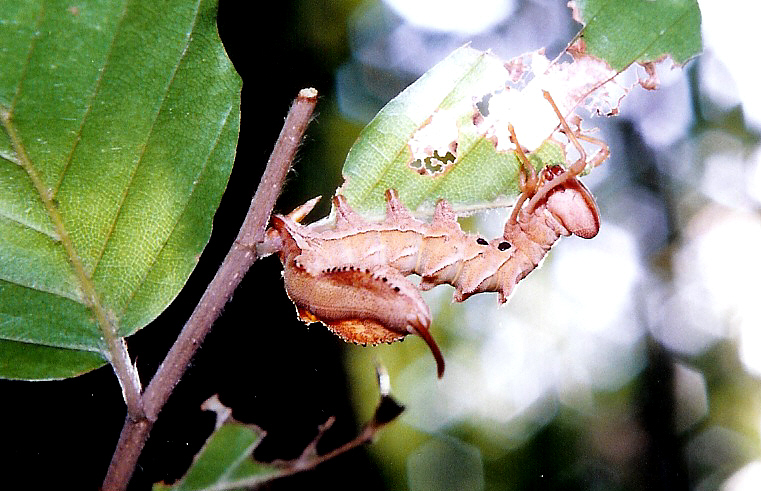
Sâu bướm

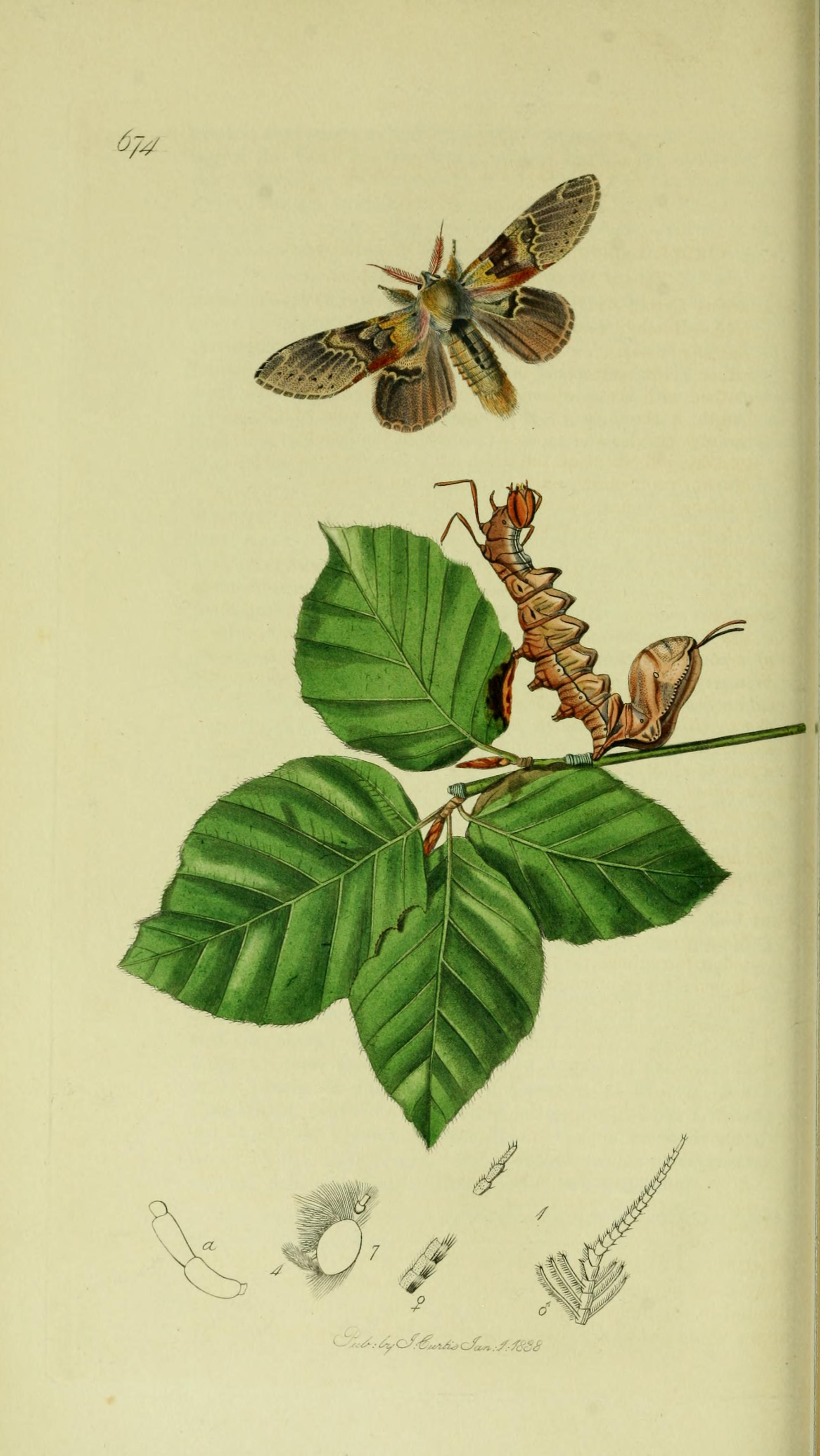
Minh họa từ British Entomology Volume 5 của John Curtis

Loài bướm đêm này sinh sống ở toàn bộ vùng sinh thái Cổ bắc giới trừ phía bắc châu Phi. Ở Anh, thường thấy chúng ở các hạt phía nam.

## Hình ảnh

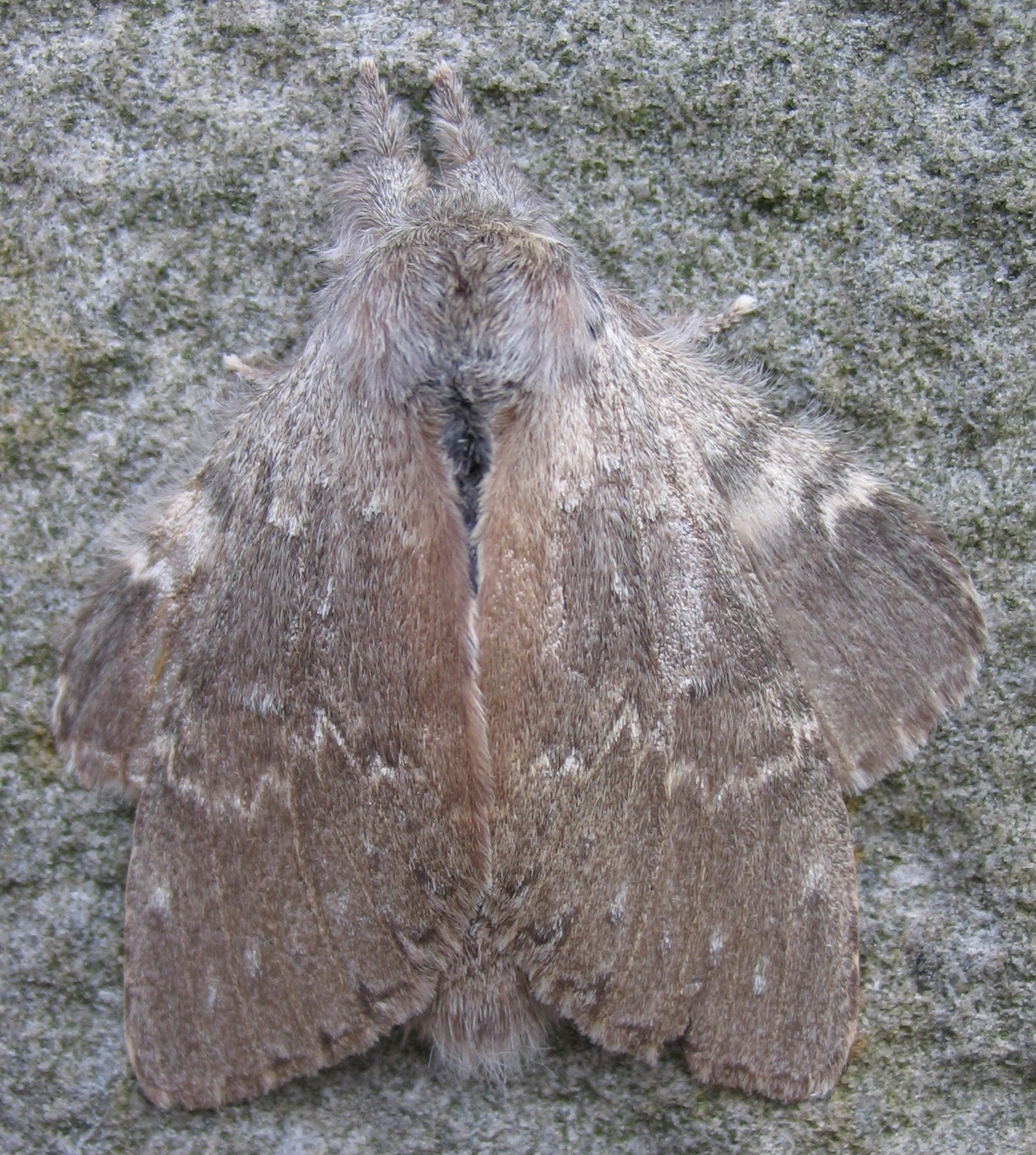
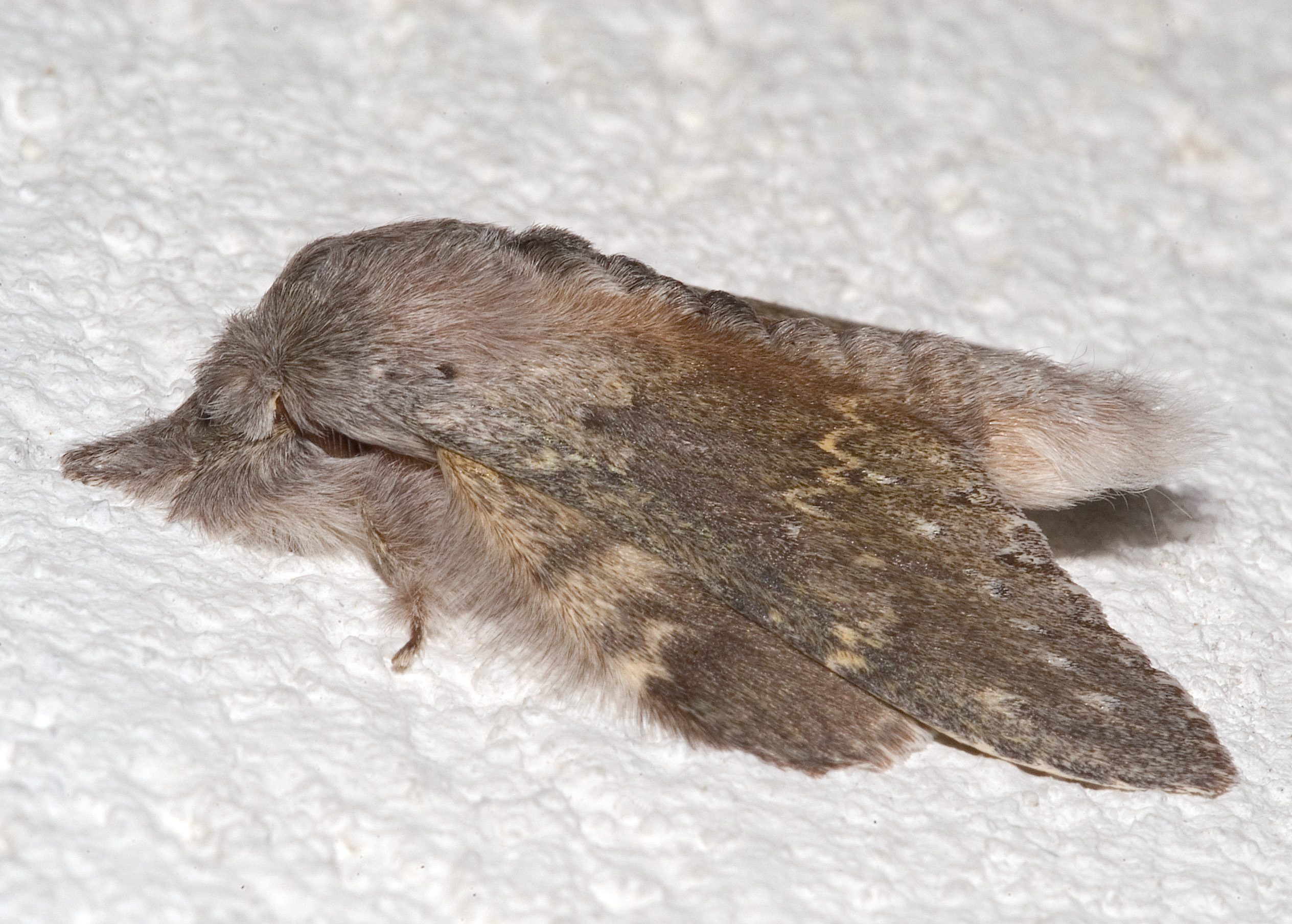
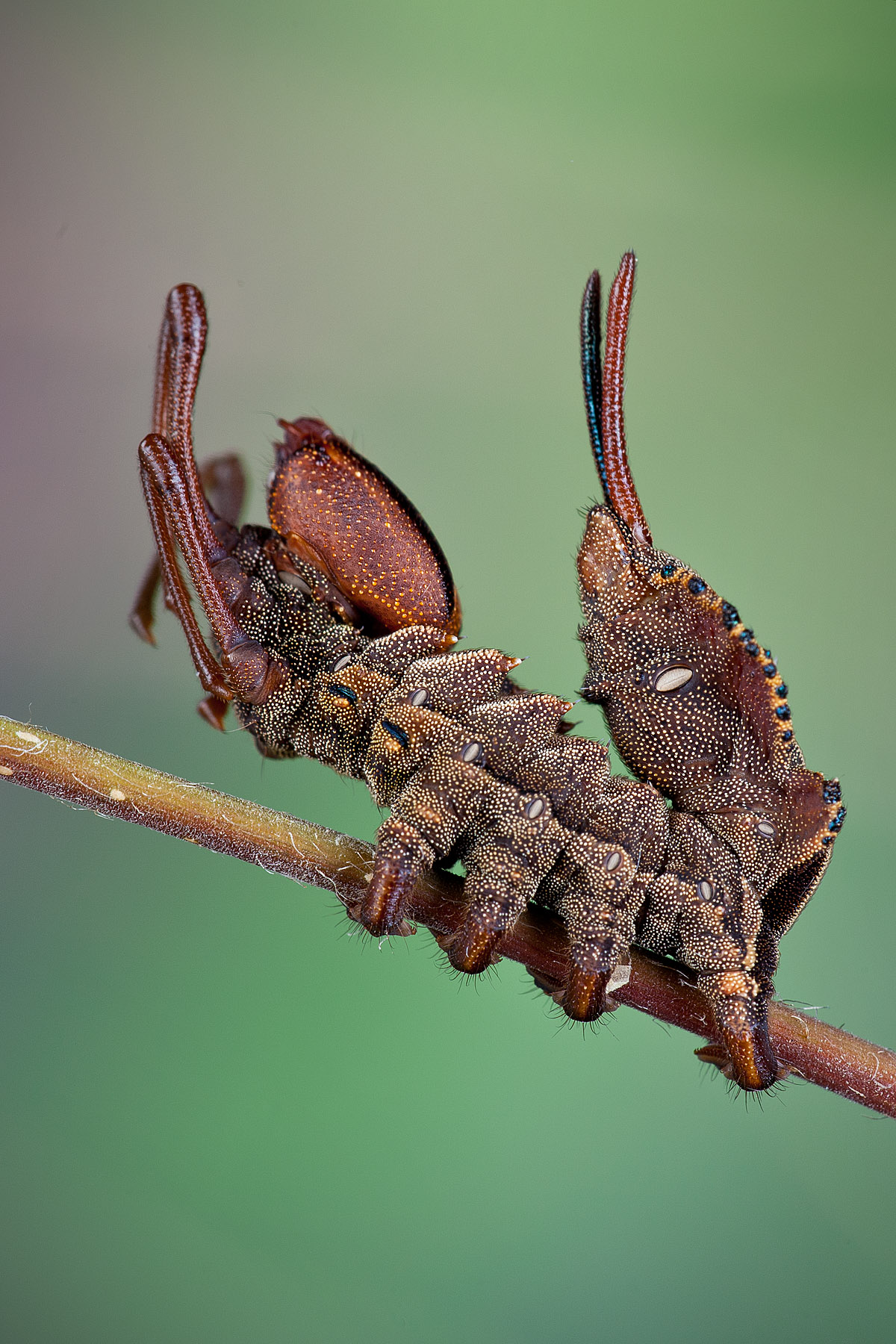
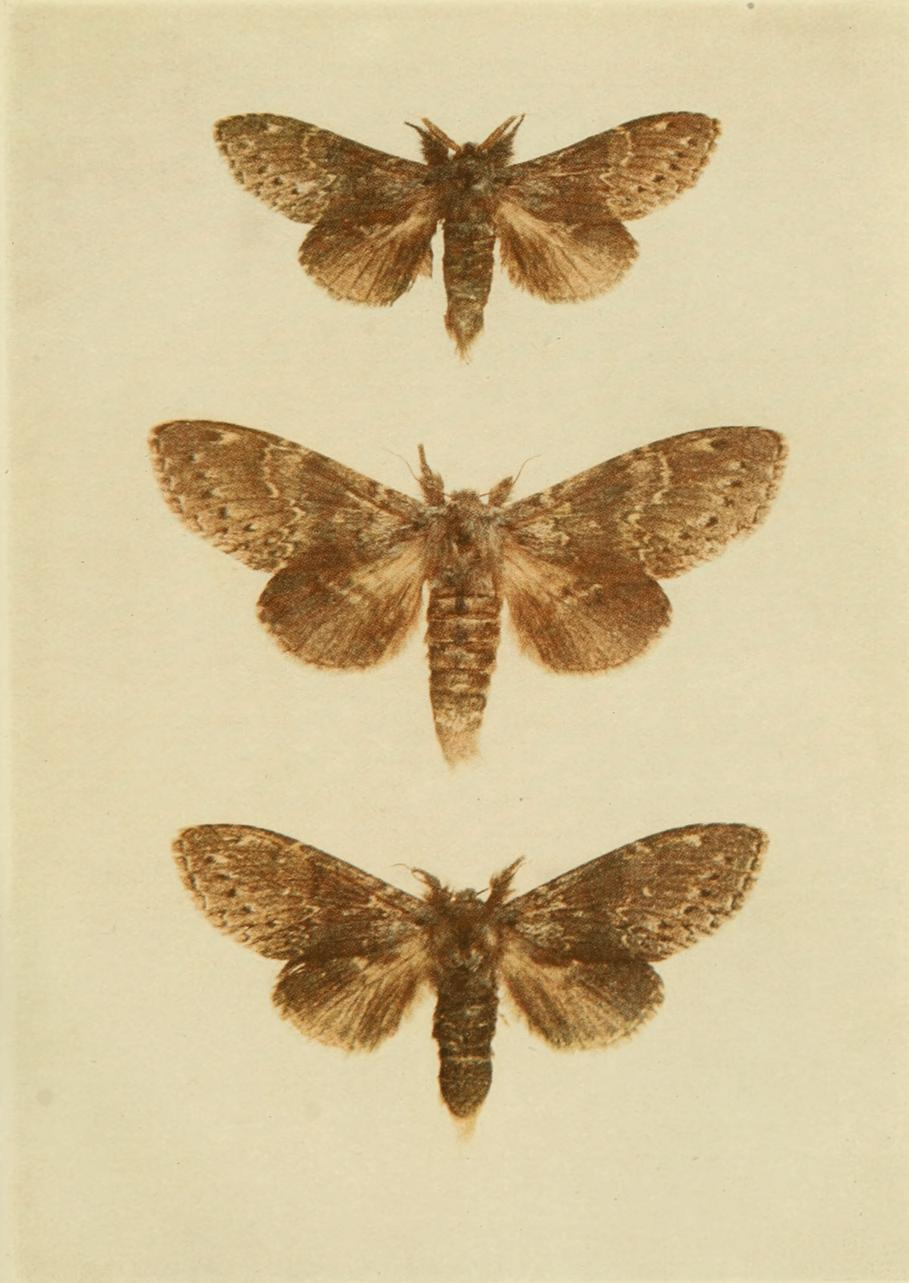